# Пасічник (картина Крамського)
«Па́січник» — картина російського художника Івана Крамського (1837—1887), написана в 1872 році. Вона є частиною зборів Державної Третьяковської галереї (інв. 5240). Розмір картини — 63,5 × 49,2 см.
У листах Крамського, на перших виставках і в каталогах також використовувалися інші назви для цієї картини — «Старий на пасіці», «Стар став» і «На пасіці»[джерело?].

## Історія
Картина була представлена на 3-й виставці Товариства пересувних художніх виставок («передвижників») у Санкт-Петербурзі в 1874 році.
Картина була придбана у автора Кузьмою Солдатьонковим і стала частиною його колекції. У 1901 році, після смерті Козьми Солдатьонкова, за його заповітом картина була передана в Рум'янцевський музей, з якого в 1925 році вона перейшла в збори Державної Третьяковської галереї.

## Опис
Картина «Пасічник» належить до серії селянських портретів Крамського, до яких, крім неї, належать «Мельник» (1873, ДРМ), «Полесовщик» (1874, ДТГ), «Глядач» (1876, ККГ), «Мина Моісеєв» (1882 році, ДРМ) та інші роботи.
На картині зображений старий-пасічник, що сів відпочити. В руках у нього коса, а за спиною — пасіка з вуликами для бджіл. Відчувається, що, незважаючи на старість, робота на пасіці є сенсом його життя. Оптимістичний настрій підкреслюється світлими фарбами сонячного літнього пейзажу.
У творчості Крамського ця картина стала «одним з перших натурних зображень, створених безпосередньо на тлі пейзажу».

## Відгуки
Письменник Володимир Порудоминский так писав про цю картину в своїй книзі про Крамского:
Пасічник: світлий («Просвітлої господь») дідок на лузі серед колод вуликів; кругом квіти запашні, високі трави, а він у білій сорочці, присів з косою («Стар став» — інша назва картини) — все, прожите життя, волосся посріблила, натрудившись руки, зігнула плечі, добрість дідка від безсилля, пішов в думу, щось далеке, несегодняшнее густою травою вибилося в пам'яті; не зможе піднятись газди, що не змахнути косою.